# Cal Tauler
Cal Tauler o Cal Taulé és una masia a la parròquia de Sorba, al municipi de Montmajor, el Berguedà. És un edifici que ha estat catalogat com a patrimoni immoble que té un ús residencial i és de titularitat privada. Està en bon estat de conservació i no està protegida. Està llistada en l'inventari de patrimoni de la generalitat amb el número IPA-3512. El nom de la casa es deu al fet que el pare i l'avi del propietari actual de la masia feien teules i maons al forn de Ca n'Astruc.

## Situació geogràfica
Cal Tauler està situat al nord de l'església de Santa Maria de Sorba, en el nucli de Sorba, al municipi de Montmajor, al Berguedà. Està molt a prop del límit municipal amb Navès i altres elements de patrimoni material propers a la masia són el molí de Sorba i el forn d'obra de Ca n'Estruc, els dos propietat de Ca n'Estruc.

## Estil i arquitectura
L'edifici de Cal Tauler segueix el tipus de masia clàssica amb planta rectangular i coberta de doble vessant amb el carener paral·lel a la façana principal, que està orientada al sud-est. L'edifici té planta baixa, un pis i golfes que abans estaven obertes a mode d'assecador. La masia fou ampliada pel costat de migdia, a on es va obrir una sortida a les golfes. Té totes les portes i finestres allindanades amb pedra. La porta principal de la casa té un arc dovellat rebaixat amb les dovelles dels encaixos laterals que estan una mica desplaçades cap a l'interior, cosa que fa semblar que l'arc estigui descavalcat. Hi ha gravat l'any 1711 a la dovella central. Una altra data que veiem a la façana és la de 1755 (amb un 8 entre parèntesis), que està a una de les finestres de la banda de migjorn que està a la zona que es va ampliar.
Entre els elements que es conserven a Cal Tauler hi ha una senyalització de camí esculpida a la pedra que posa: "Camí particular de carro, any 1911" que indicava el camí entre Santa Maria de Sorba i el molí de Sorba; una pedra de molí circular que segurament era ibèrica que té 40 cm de diàmetre que era del jaciment ibèric de Sant Miquel de Sorba; una altra pedra de molí circular ibèrica de 35 cm amb un forat al centre i dues motllures oposades que van trobar quan llauraven un camp de la casa; i un sarcòfag de pedra que té una fitxa pròpia al catàleg del mapa de patrimoni cultural de la Diputació de Barcelona.

## Història
Cal Taulé es va construir a inicis del segle xviii per una persona amb el cognom Reig que provenia de Linya (Navès). Un hereu d'aquesta família va tenir 4 fills i va donar com a dot a tres dels seus fills uns diners i unes terres a la zona de Sorba. Aquests tres fills van construir una casa cadascun: Cal Tauler, l'Hostalet i ca l'Oucovat, de la que només en queden unes runes.
El rector de Sorba, mossèn Miquel Miralles esmenta la casa de Cal Taulé a la consueta de 1757 i en l'actualitat, els seus propietaris encara conserven el cognom de Reig.